# Helije
Helije (grč. Ἥλιος, Hếlios) u grčkoj mitologiji bio je izvorni bog Sunca; Tejin i Hiperionov sin, Selenin i Ejin brat te muž nimfe Rode. S vremenom je sve više poistovjećivan s Apolonom. Helijev je pandan u rimskoj mitologiji Sol.

## Etimologija
Helijevo grčko ime znači "sunce", a srodno je s ostalim riječima izvedenim iz ie. korijena *seh2wol- (lat. sol, solis, lit. saulė, stsl. sъlnьce).

## Karakteristike
Helije je prikazivan kao lijep mladić okrunjen sjajnom Sunčevom aureolom, a često je prikazivan i kako vozi svoju kočiju koju vuku krilati konji te krstari nebom.

### Helije i Apolon
Kod Homera Apolon nije povezan sa Suncem, ali navodi njegov epitet Feb ('Phoebus = "sjajan").
Najstariji prikaz Apolona kao boga Sunca jest u fragmentima Euripidove tragedije Faetont, u govoru na kraju drame u kojem Klimena, Faetontova majka, jadikuje da je Helije, zvan Apolon, uništio njezino dijete (Apollon = "uništavač").
U helenistička vremena Apolon je sve više povezivan sa Suncem, njegov epitet Feb pridan je i bogu Sunca. U filozofskim tekstovima (Parmenid, Empedoklo, Plutarh, Kratil) te u orfičkim tekstovima spominje se Apolon kao bog Sunca.
Grci nisu povezivali Apolona s vožnjom u sunčanoj kočiji - to je bila praksa rimskih pisaca.

## Mitologija

### Helijeva kola
Helije je vozio svoju kočiju preko neba svakog dana - kretao bi u zoru na istoku, a završavao s vožnjom navečer na zapadu. Homer opisuje da su mu kočiju vukli sunčani bikovi. Pindar opisuje da su je vukli vatreni pastusi. Poslije su brzonogim krilatim konjima dana imena: Pirej, Ej, Eton i Flegon. Kad bi završio, njegova bi mu sestra Selena otpjevala uspavanku, a potom bi zaspao u svojoj krilatoj zlatnoj barci, Hefestovu daru.
Svoju je dužnost Helije besprijekorno obavljao sve dok nije ugledao boginju Atenu kako se rađa iz Zeusove glave. To ga je začudilo te se u svojoj kočiji na trenutak zaustavio, a vrijeme je stalo, no to nije imalo nikakvih posljedica.
Helije je imao svevideće oko. Dojavio je Hefestu o tome da ga Afrodita vara s Aresom. Također je vidio da Had otima Perzeonu.

### Faetont
Ljubomorni Zeusov sin Epaf nije mogao podnijeti da je Faetont, Helijev sin, blistav i sjajan poput oca te ga je u svađi nazvao potomkom ništavnog smrtnika. To je Faetonta jako uvrijedilo, ali i natjeralo da posumnja te je otišao Heliju i ispitivao ga je li mu on sigurno otac. Helije ga je uvjeravao, ali Faetont se nije mogao smiriti, stoga se Helije zakleo presvetom rijekom Stiks da će mu kao dokaz ispuniti bilo koju želju.
Faetont je poželio da jedan dan vozi očeva kola. Helije se uplašio i počeo razuvjeravati Faetonta da to nije za smrtnike te da je neiskusan u kroćenju vatrenih i blistavih, krilatih konja koji vuku kočiju. No, Faetont se nije dao razuvjeriti te je, zbog zakletve, Helije morao ispuniti obećanje. Skinuo je svoju zlatnu krunu i ukratko mu objasnio kako upravljati kočijom.
Faetont je potjerao Helijeva kola, a krilati su konji osjetili da ih ne vodi poznata i čvrsta ruka te su skrenuli sa svoje svakodnevne putanje. Isprva su se podigli previsoko te se zemlja smrznula, a potom su se spuštali su se i padali sve niže, a od plamena su uzavrele rijeke, zemlja se sušila i pucala (nastajale su pustinje - Sahara), a šume su gorjele - čak su se i vrata Hada otvorila. Geja je zaprijetila Faetontu i pozvala Zeusa da spriječi uništenje zemlje. Zeus je poslao munju na Faetonta koji se srušio u bezdan, u rijeku Eridan, i umro, ali život na zemlji bio je spašen.
Helije je bio neutješan te je toga dana zemlja ostala bez sunca. Faetontove sestre Helijade pretvorile su se u topole, a od njihovih je suza nastao jantar. Zeus je darovao Heliju labudove koji će mu vući kočiju umjesto uništenih konja.

### Rod
Nakon Titanomahije, Zeus je sebi uzeo nebo i zemlju, Posejdonu dao more, a Hadu podzemlje, a i ostalim je bogovima nešto podijelio, samo je Helije ostao zakinut.
Da bi se ispričao na zaboravnosti, darovao mu je otok Rod koji se pojavio na moru. Također je dao napraviti velik kip Kolosa njemu posvećen, na ulazu u luku.

### Odiseja
Helije se također jednom naljutio na Odisejeve drugove koji su ubili njegova snježnobijela goveda da bi utažili glad te im je tako uskratio jedan dan života. Bio je to dan kad su trebali zakoraknuti na Itaku, svoj dom - tako su osuđeni na vječno lutanje.
O tome govori i Homer u Odiseji

O junaku mi kazuj, o Muzo, o prometnom onom

Koji se mnogo naluto razorivši presvetu Troju

Gradove ljudi mnogih on vidje i ćud im spozna

I mnoge na moru jade pretrpje u srcu svojem

Za dušu svoju se boreć i povratak svojih drugova

Ali ni tako drugova on ne spase, ako i želje

Jer smrt nađoše sami zbog svojega drskoga grijeha

Jesti idući stado, ludaci, Hiperiona

Helija, koji je dan za povratak uzeo njima

I nama, Zeusova kćeri, pripovjedi o tome svemu!

### Heraklo
Heraklov deseti zadatak bilo je hvatanje čuvena Gerionova stada iz Eritije. Na putu do Eritije, Heraklo je prešao libijsku pustinju i bio ljut zbog vrućine te je ispalio strelicu na Helija. Helije ga je molio da prestane, a Heraklo je zahtijevao veliki zlatni pehar koji je potom rabio da bi plovio morem. Helije je popustio te je Heraklo otplovio do Eritije gdje je izvršio zadatak.

## Vanjske poveznice
- Helije u klasičnoj literaturi i umjetnosti (engl.)
- Helije u grčkoj mitologiji (engl.)